# Genaro Mejía de la Merced
Genaro Mejía de la Merced (Chicontepec, Veracruz, 22 de mayo de 1968) es un veterinario, politólogo y político mexicano afiliado al Partido Revolucionario Institucional.

## Trayectoria Legislativa
Fue diputado federal en la Cámara de Diputados de México en la LXI Legislatura del Congreso de la Unión de México por Mayoría Relativa por el Distrito 2 Electoral Federal de Veracruz de 2009 a 2012.

## Secretario de Gobierno de Veracruz
El 12 de octubre de 2016 Javier Duarte de Ochoa solicitó licencia para separarse del cargo de Gobernador de Veracruz y el Congreso del Estado de Veracruz designó a Flavino Ríos Alvarado como Gobernador Interino, y a él lo designó como Secretario de Gobierno de Veracruz.